# Rolling Hills (contea di Madera)
Rolling Hills è un census-designated place (CDP) degli Stati Uniti d'America, situato nello stato della California, nella contea di Madera.